# Decimi (família)
Decimi (en llatí Decimius) era una família romana (família dels Decimii, català Decimis) d'origen samnita de la població de Boviànum i establerts a Roma després d'obtenir la ciutadania. El seu únic cognomen era Flavus que portava Gai Decimi Flavus, tribú militar al segle ii aC.